# Gyaritus indicus
Gyaritus indicus là một loài bọ cánh cứng trong họ Cerambycidae.